# FTW Championship
El FTW Championship fue un campeonato de lucha libre profesional creado por Tazz y defendido en la empresa Extreme Championship Wrestling (ECW), entre 1998 y 1999, y en All Elite Wrestling (AEW), entre 2020 y 2024.
El campeonato fue creado como un campeonato mundial alternativo al Campeonato de la ECW y fue retirado en 1999, tras ser unificado con dicho título. Permaneció inactivo durante 21 años, hasta que fue restablecido por Tazz en AEW en 2020, donde se mantuvo vigente hasta septiembre de 2024. Tanto en ECW como en AEW, el Campeonato FTW fue presentado como un título "fuera de la ley" o "renegado" que no estaba sancionado oficialmente. Es similar al Million Dollar Championship de la WWE.

## Historia

### Extreme Championship Wrestling (1998–1999)
Tazz anunció la creación del FTW Heavyweight Championship (también conocido como Brooklyn World Championship) el 14 de mayo de 1998, por la frustración de no poder ganar el Campeonato Mundial Peso Pesado de la ECW de Shane Douglas, quien no quería volver a enfrentarse a él. Tazz creó y defendió su propio campeonato mundial, llamándose a sí mismo como un "verdadero" campeón mundial.
Tazz perdió una sola vez el campeonato, frente a Sabu el 19 de diciembre de 1998 (Tazz anunció que derrotaría a Shane Douglas por el campeonato oficial, y no necesitaría más el FTW Heavyweight Championship). Tazz recuperó el campeonato en Living Dangerously el 21 de marzo de 1999, cuando unificó el FTW Heavyweight Championship con el ECW World Heavyweight Championship (el cual poseía) derrotando a Sabu en un Campeonato vs. Campeonato. Luego de eso, Tazz sólo utilizó el ECW Heavyweight Championship.

### All Elite Wrestling (2020–2024)
En la noche 2 de Fyter Fest, Tazz restableció el cinturón y otorgó el Campeonato de FTW a Brian Cage. Debido a que Jon Moxley no pudo defender el Campeonato Mundial de AEW en su lucha programado del dicho título en esa noche, ya que estaba en cuarentena después de que su esposa Renee Young dio positivo por COVID-19, reflejando las circunstancias detrás del inicio del título.
El 25 de septiembre de 2024, en Dynamite: Grand Slam, tras una exitosa defensa ante Roderick Strong, el entonces campeón, Hook, anunció el retiro del campeonato.

## Nombres
| Nombres                      | Años                                          |
| ---------------------------- | --------------------------------------------- |
| FTW Heavyweight Championship | 14 de mayo de 1998 — 21 de marzo de 1999      |
| FTW Championship             | 8 de julio de 2020 — 25 de septiembre de 2024 |

## Campeones

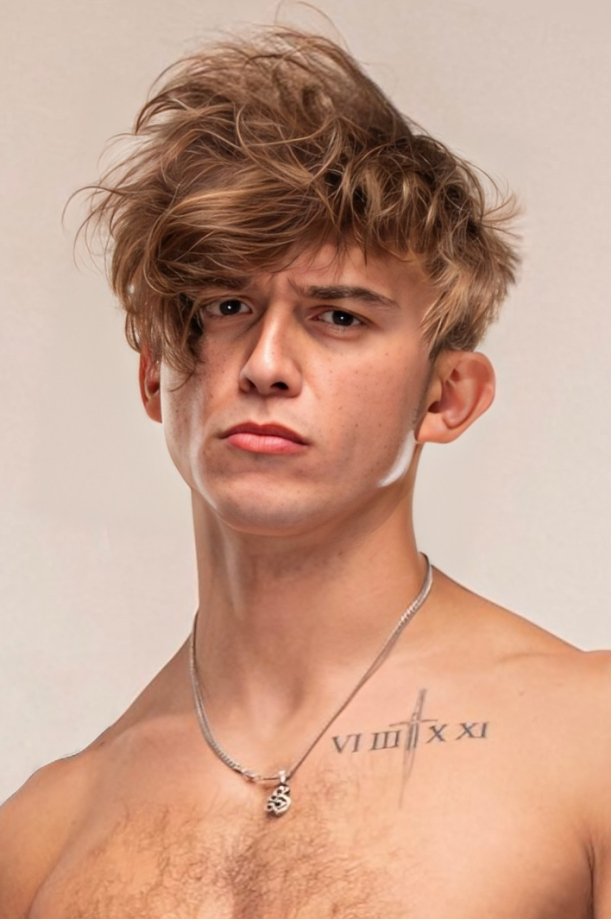
El último campeón, Hook.

El Campeonato FTW  fue un campeonato alternativo defendido en la empresa Extreme Championship Wrestling y en All Elite Wrestling. El campeón inaugural fue Tazz, quien anunció la creación del campeonato de peso pesado FTW (también conocido como el Campeonato Mundial de Brooklyn) el 14 de mayo de 1998, por la frustración de no poder ganar el Campeonato Mundial Peso Pesado de la ECW de Shane Douglas. 
El reinado más largo en la historia del título le pertenece a Ricky Starks, cuyo reinado duró 378 días. Por otro lado, con su segundo reinado Tazz posee el reinado más corto en la historia del campeonato, con menos de un día con el título en su haber debido a que ganó el Campeonato Mundial Peso Pesado de la ECW y unificó ambos títulos. 
En cuanto a los días en total como campeón (un acumulado entre la suma de todos los días de los reinados individuales de cada luchador), Hook posee el primer lugar con 626 días en sus tres reinados. Le sigue Ricky Starks (378 días en su único reinado) y Brian Cage (377 días en su único reinado).
Por último, el campeón más joven en la historia es Hook, quien a sus 23 años y 84 días ganó el título durante el programa Dynamite: Fight for the Fallen. En contraparte, el campeón más viejo es Chris Jericho, quien a los 53 años y 164 días logró el cinturón en Dynasty. En cuanto al peso de los campeones, Brian Cage es el más pesado, con 122 kilogramos, mientras que Jack Perry es el más liviano, con 80 kilogramos.
Finalmente, Hook posee la mayor cantidad de reinados, con 3.

### Lista de campeones
| N.º                            | Campeón       | Lucha                    | Lucha                          | Lucha                     | Estadísticas | Estadísticas | Notas y referencias                                                                     |
| N.º                            | Campeón       | Fecha                    | Evento                         | Ubicación                 | Reinado      | Días         | Notas y referencias                                                                     |
| ------------------------------ | ------------- | ------------------------ | ------------------------------ | ------------------------- | ------------ | ------------ | --------------------------------------------------------------------------------------- |
| Extreme Championship Wrestling |               |                          |                                |                           |              |              |                                                                                         |
| 1                              | Tazz          | 14 de mayo de 1998       | It Ain't Seinfield             | Queens, Nueva York        | 1            | 219          | Se coronó como campeón.                                                                 |
| 2                              | Sabu          | 19 de diciembre de 1998  | ECW Hardcore TV                | Philadelphia, Pensilvania | 1            | 92           | Emitido el 23 de diciembre.                                                             |
| 3                              | Tazz          | 21 de marzo de 1999      | Living Dangerously             | Asbury Park, Nueva Jersey | 2            | 0            | Este es el reinado más corto en la historia del campeonato.                             |
| —                              | Unificado     | 21 de marzo de 1999      | Living Dangerously             | Asbury Park, Nueva Jersey | —            | —            | Con el Campeonato Mundial Peso Pesado de la ECW.                                        |
| All Elite Wrestling            |               |                          |                                |                           |              |              |                                                                                         |
| 4                              | Brian Cage    | 2 de julio de 2020       | Dynamite: Fyter Fest           | Jacksonville, Florida     | 1            | 377          | El campeonato fue reactivado por Tazz y otorgado a Cage. Emitido el 8 de julio de 2020. |
| 5                              | Ricky Starks  | 14 de julio de 2021      | Dynamite: Fyter Fest           | Cedar Park, Texas         | 1            | 378          | Este es el reinado más largo en la historia del campeonato.                             |
| 6                              | Hook          | 27 de julio de 2022      | Dynamite: Fight for the Fallen | Worcester, Massachusetts  | 1            | 357          | [ 7 ]                                                                                   |
| 7                              | Jack Perry    | 19 de julio de 2023      | Dynamite: Blood and Guts       | Boston, Massachusetts     | 1            | 39           | [ 8 ]                                                                                   |
| 8                              | Hook          | 27 de agosto de 2023     | All In: Zero Hour              | Wembley, Londres          | 2            | 238          | [ 9 ]                                                                                   |
| 9                              | Chris Jericho | 21 de abril de 2024      | Dynasty                        | San Luis, Misuri          | 1            | 126          | [ 10 ]                                                                                  |
| 10                             | Hook          | 25 de agosto de 2024     | All In                         | Londres, Inglaterra       | 3            | 31           | Fue un London Street Fight                                                              |
| —                              | Retirado      | 25 de septiembre de 2024 | Dynamite: Grand Slam           | Queens, Nueva York        | —            | —            | Tras su victoria sobre Roderick Strong, Hook anunció el retiro del campeonato.          |

### Total de días con el título

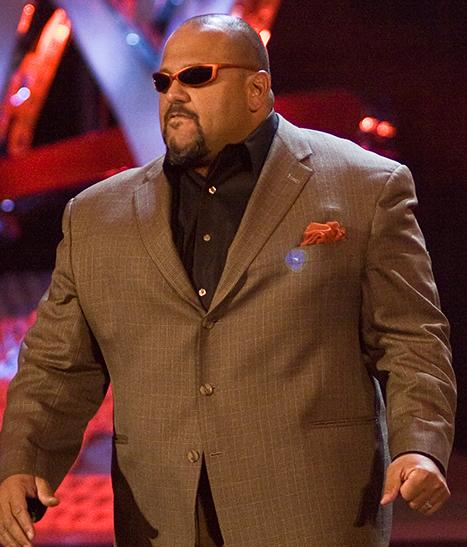
Tazz es el segundo luchador con más reinados, con 2.

La siguiente lista muestra el total de días que un luchador ha poseído el campeonato si se suman todos los reinados que posee.
| N.º | Campeón       | Reinados | Total de días |
| --- | ------------- | -------- | ------------- |
| 1   | Hook          | 3        | 626           |
| 2   | Ricky Starks  | 1        | 378           |
| 3   | Brian Cage    | 1        | 377           |
| 4   | Tazz          | 2        | 219           |
| 5   | Chris Jericho | 1        | 126           |
| 6   | Sabu          | 1        | 92            |
| 7   | Jack Perry    | 1        | 39            |

### Mayor cantidad de reinados
| Reinados | Luchador (es) |
| -------- | ------------- |
| 3 veces  | Hook          |
| 2 veces  | Tazz          |